# Jacob W. Miller
Jacob Welsh Miller, född 29 augusti 1800 i Morris County, New Jersey, död 30 september 1862 i Morristown, New Jersey, var en amerikansk politiker (whig). Han representerade delstaten New Jersey i USA:s senat 1841-1853.
Miller studerade juridik och inledde 1823 sin karriär som advokat i Morristown. Han gifte sig 1825 med Mary Louisa Macculloch. Paret fick nio barn. Han efterträdde 1841 Garret D. Wall som senator för New Jersey. Han omvaldes sex år senare till en andra mandatperiod i senaten. Han efterträddes 1853 som senator av William Wright.
Millers grav finns på Saint Peter's Episcopal Churchyard i Morristown. Sonen Lindley Miller tjänstgjorde som vit officer för svarta trupper i First Arkansas Volunteer Infantry Regiment (African Descent) i amerikanska inbördeskriget och skrev 1864 texten till Marching Song of the First Arkansas med de berömda raderna We are going out of slavery; we're bound for freedom's light; We mean to show Jeff Davis how the Africans can fight.